# Kaizinger Balázs
Kaizinger Balázs (Zalaegerszeg, 1979–) lovastusa-sportoló.

## Biográfia
1991-től a rádiházi ménesben, a lovastusa akkori központjában gyakorolt négy éven keresztül, Török László mentorálásával, edzői Grózner Szilárd, Gecse Csaba, Mámorosi Gyula voltak.
Később mezőgazdasági szakközépiskolásként a kaposvári lovasakadémián példaképe, Schaller Gábor illetve Haál Gábor és Léber József támogatásával versenyzett.
2000 őszétől egy ősi magyar fajtával, a gidránnal versenyzett Jónás Sándor menedzselésével.
20 évesen Schaller Gábor vitte ki a marócpusztai gidrán ménesbe, és szép hat éve volt ott: világkupadöntőre is minősült egy gidránnal.
2015-ben költözött ki Németországba Jónás Sándor invitálására, mert úgy gondolta, csak ott lehet szakmailag fejlődni, ahol ezt profi módon, világszínvonalon űzik. A baracsi kisbéri ménes volt az utolsó itthoni munkahelye, tulajdonosától Kakas Antaltól, aki két lovat is kapott az induláshoz. A németországi évek rengeteg munkával, lemondással és tanulással teltek, a lovászmunkától kezdve, belovagláson át mindenfélét dolgozott a lovakkal.
Klaus Bockmeyer istállójában dolgozott 2017-ben, amikor  felfigyelt Cloverre, ezt a tehetséges heréltet a kezdetektől ő lovagolta. Annyira jól teljesített és fejlődött, hogy elkezdte keresni a lehetőségeket, hogy tudna támogatót szerezni a megvásárlására. A németek is felfigyeltek már rá. Megkereste Szebényi Dánielt, aki támogatta az elképzelésében és segített. Ennek eredménye látható, a Magyar Lovassport Szövetség megvásárolta a lovat, ezzel egy óriási terhet vett le a válláról, hiszen így nem kellett azon aggódnia, mikor adják el alóla. A ló tehetsége felcsillantotta az olimpiai szereplés lehetőségét.
Amíg folytak a tárgyalások és dolgoztak itthon azon, hogy tudnák megvásárolni, részt vettek a Bundeschampionaton, ahol hatéves ló kategóriában harmadik helyezést érték el. Egy kikötés volt, olyan helyre kell költöznie a lóval, ahol komolyabban tud vele készülni. Ekkor ment el Warendorfba Martin Plewához. Fülöp Sándorral, dr. Jármy Miklóssal kereste meg őt, hogy szakmai segítséget adjon. Talált magának egy hozzá közeli helyen lovászmunkát.
2019-ben a Fiatal Lovak világbajnokságán hatéves kategóriában 2019-ben 27. helyen végeztek. 2020-ban már nem vitte el, mert a hétéveseknek való pályák már túlkérték volna a lovat.
A versenyzési lehetőségek, melyek három csillagra kellettek volna, abban a régióban nem voltak meg, vagy nagyon komplikált volt, ezért el kellett onnan költöznie oda, ahol ez nem probléma.
Ezt az időszakot úgy oldotta meg, hogy Andreas Dibowskihoz ment át tréningezni a verseny előtti hónapban.
2020 októberében már CCI3*-L (hosszú három csillag) kategóriában versenyzett a lóval a szűkös felkészülési lehetőségek ellenére is, majd csatlakozott az Olimpiai Fejlesztési Programhoz, ami biztos anyagi és technikai hátteret biztosított számára az olimpiai kvótaszerzéshez
2021 májusában Baborowkoban CCI4*-S, Le Pin au Haras-ban 3*-L, majd utolsó versenyük októberben a világkupadöntő Boekeloban volt, az hosszú négy csillagra volt kiírva. A versenyek nagy részén arra törekedett, hogy a ló ne legyen csúcsra járatva, inkább a határon mozogjanak, csak pont annyit csináljanak, amennyit kell, hiszen nem az a cél, hogy minden versenyt megnyerjenek. Clover végig jól teljesített.
2021 telén eljött Martin Plewától, elköltözött egy privát ugróistállóba, ott fiatal méneket lovagolt és készített versenyre – vizsgára délelőtt, délután pedig egy másik istállóba járt át.
2022-ben a vb-n való részvétel volt a kitűzött rövid távú cél, a minősülés mellett. Pratoni előtt már egyszer-egyszer Elmar Lesch segítségével készült.
2022 novemberétől Elmar Lesch istállójában folytatta a lovaglást. Lesch nem csak világhírű szakember, de kereskedőistállója is az. Úgy gondolta, itt több lehetősége lesz a fejlődésre, mind a lovak, mind az edzések tekintetében.
Időközben pedig 2021-ben az Olimpiai Fejlesztési Program vásárolt neki egy másik lovat is, Herr Cooles Classico-t, mert mindig ment a gondolkozás a bizottság részéről, hogy jó lenne, ha lenne egy másik lova is erre a célra, egy idősebb, akivel szintén tud versenyezni.
A sportjog - vásárlás, speciális elemei és a rizikófaktor nagysága miatt a lovastusában nem jellemző, nincs kialakult menete, így maradt a vétel. Ebben a szakágban is borsos ára van egy három csillagon stabilan teljesítő, de nagyobb képességű lónak, végül találtak egyet, ő Herr Cooles Classico.
A nagyon jó képességű, kemény, jó állóképességű, de nem egyszerű lovaglású ló lovasával már rendszeres résztvevője volt abban az időben háromcsillagos versenyeknek, de a szabályok miatt vele újból le kellett minősülnie erre a kategóriára, közben pedig folyamatosan tréningeztek, azóta pedig már megszerezte vele az olimpiai kvalifikációt is, melynek sporttörténelmi jelentősége van, hiszen 29 év kihagyás után ismét lesz magyar lovas résztvevője az olimpiának Párizsban.

## Eredményei
- 2006: felnőtt lovastusa országos bajnok
- 2007: felnőtt lovastusa országos bajnok
- 2008: bronzérmes a felnőtt lovastusa országos bajnokságon
  - Lengyel Nagydíj második helyezett

2023-ban kvótát szerzett a párizsi olimpiára.
2024-ben minősülést szerzett a párizsi olimpiára.
A Fiatal Lovak Világbajnokságának rendszeres résztvevője.

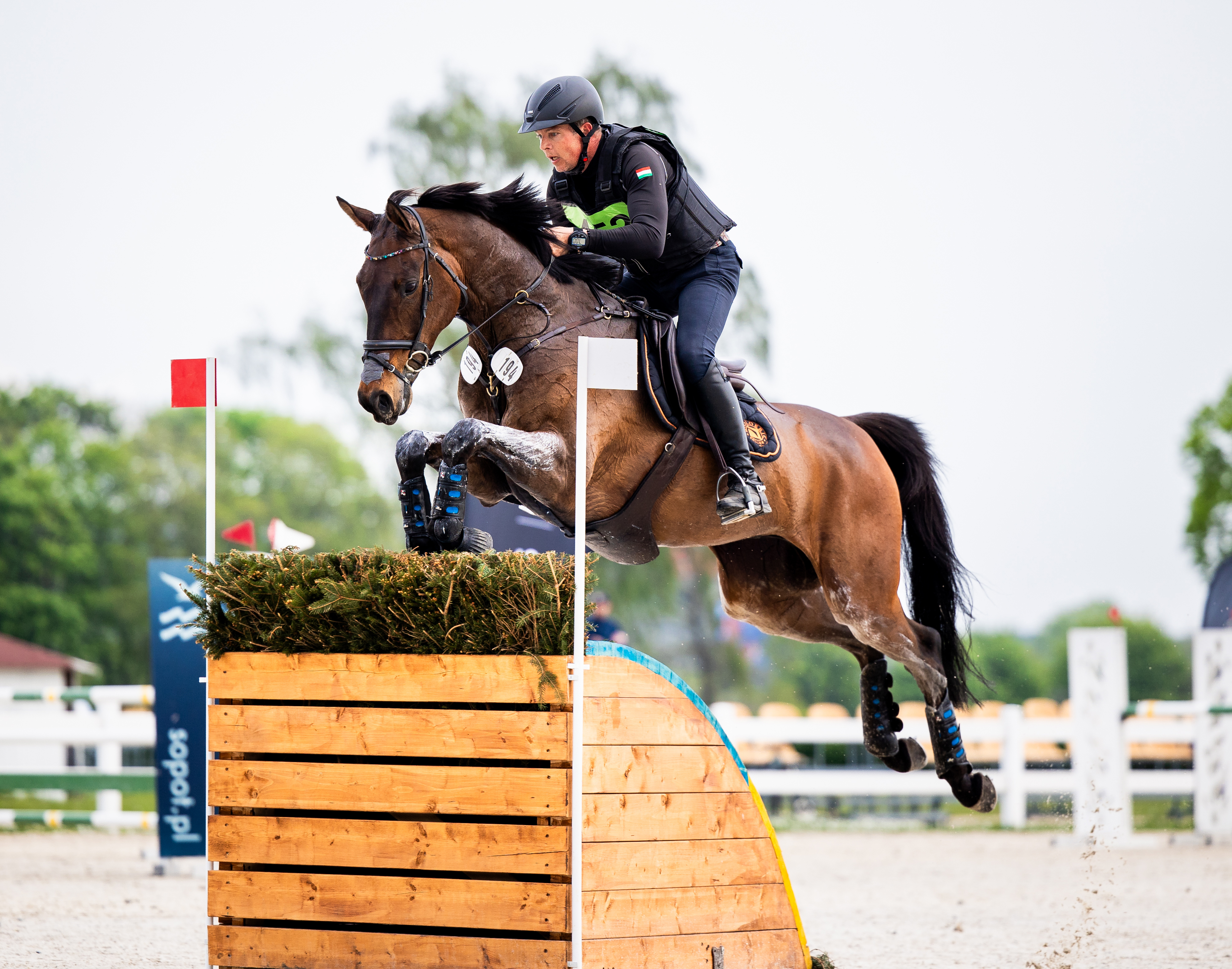
Kaizinger Balázs - Herr Cooles Classico Fotó: Aleksandra Zietak